# Kings Theatre (Brooklyn)
Pour les articles homonymes, voir King's Theatre (Édimbourg).
Le Kings Theatre, anciennement Loew's Kings Theatre, est un lieu de spectacle vivant dans le quartier Flatbush de Brooklyn, à New York. Ouvert par les théâtres de Loew Cineplex comme palais du cinéma en 1929 et fermé en 1977, le théâtre est resté vide pendant des décennies jusqu'à ce qu'une rénovation complète ait été lancée en 2010. Le théâtre a rouvert ses portes au public le 23 janvier 2015 comme salle de spectacle . Il a été inscrit au registre national des lieux historiques le 22 août 2012.  

## Histoire
Le Loew's Kings Theatre a été conçu par le cabinet d'architectes Rapp & Rapp. La décoration intérieure a été conçue par Harold W. Rambusch. Il a été construit et exploité par la chaîne Loew's Theatres, et était l'un des cinq " Loew's Wonder Theatres " de la région métropolitaine de New York. Cette bâtisse de 3 676 places présentée à l'origine montre des films et du vaudeville en direct. Il a ouvert le 7 septembre 1929, avec un programme qui comprenait le film Evangeline, un spectacle sur scène, un orchestre et un orgue à tuyaux solo . La star du film, Dolores del Río, a fait une apparition spéciale en direct. Avec le déclin du vaudeville, cependant, le théâtre s'est rapidement converti à la projection de longs métrages uniquement. 
Le 30 août 1977, le Loew's Kings a fermé. Son dernier film était Bruce Lee: l'homme, le mythe. Après sa fermeture, alors que son somptueux intérieur de 1929 était presque complètement intact, le théâtre s'est lentement détérioré. Des dommages physiques considérables ont été subis à l'intérieur du Kings à la suite de décennies de négligence, de dégâts des eaux et de vandalisme. Le toit a été réparé tardivement en 1991, puis à nouveau en 2007 pour arrêter une nouvelle détérioration. Il appartient à la ville de New York depuis 1979 . Après la fermeture, le théâtre a fait l'objet d'un documentaire cinématographique, Mémoires d'un Palais du Cinéma. 

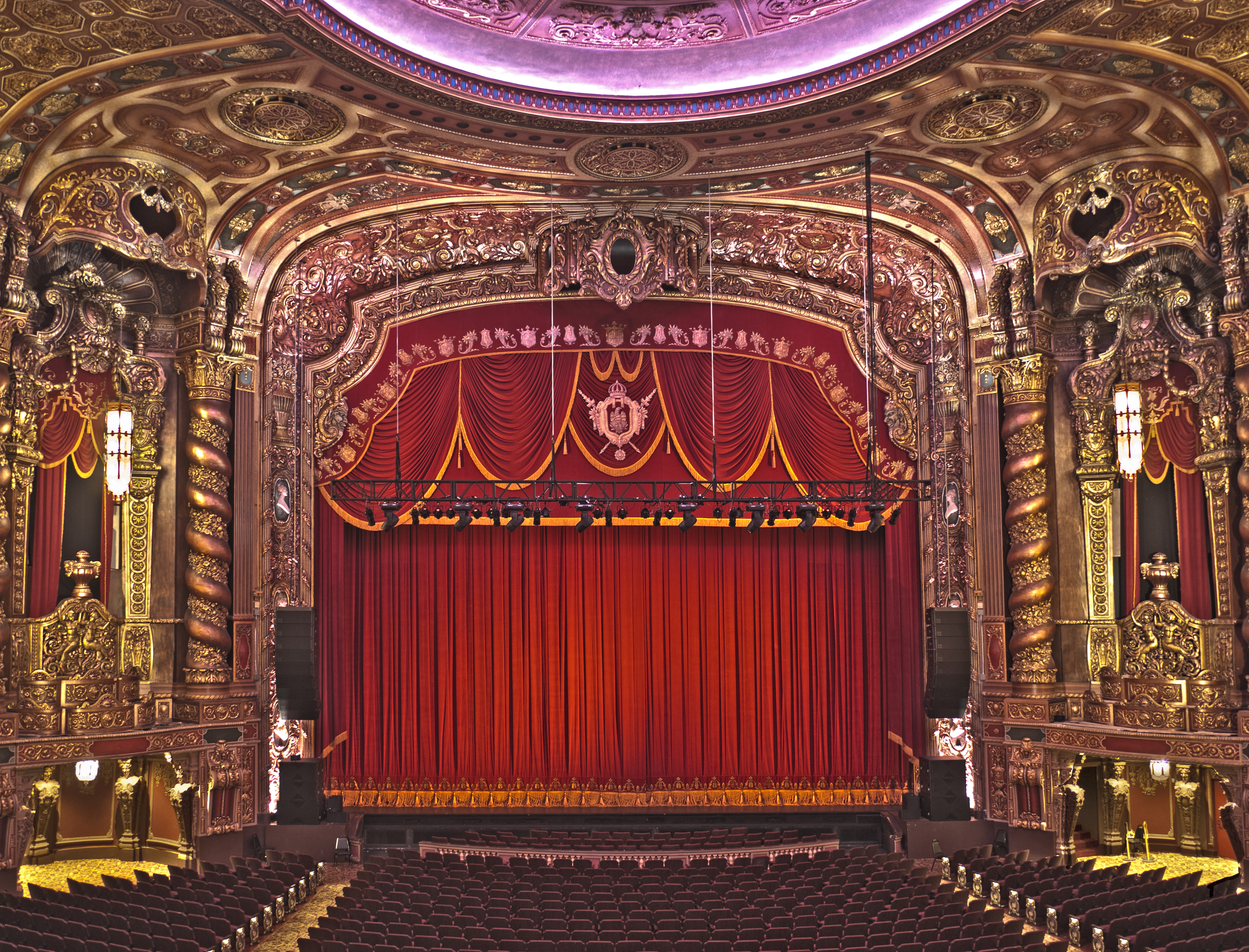
L'intérieur rénové

## Rénovation
Après avoir fait l'objet de nombreuses propositions de restauration au cours des trente dernières années, le Kings Theatre a subi une rénovation complète. La ville de New York a annoncé le plan le 2 février 2010, dans le but de transformer le théâtre en lieu de spectacle vivant. La rénovation de 93 millions de dollars a été achevée en partenariat avec un développeur privé, ACE Theatrical Group de Houston, qui avait précédemment supervisé les restaurations majeures d'un certain nombre de théâtres historiques, dont l'Opéra de Boston. 
Les espaces intérieurs du théâtre ont été restaurés dans leur aspect de 1929 et ses installations scéniques entièrement reconstruites selon les normes modernes,. Les travaux de restauration dans l'auditorium et le hall étaient en cours et étaient presque terminés jusqu'à la fin de 2014 . Diana Ross était l'artiste en vedette pour la représentation de réouverture du gala le 3 février 2015 . 